# European Christian Political Youth Network
L‘European Christian Political Youth Network (ECPYN) est une organisation rassemblant des jeunes chrétiens politiquement actifs de toute l’Europe. 
L'European Christian Political Youth Network a été créé en juillet de 2004 à Kortenberg, en Belgique, par le mouvement jeune de l'Union chrétienne néerlandaise (PerspectieF (en)) et d'autres organisations politiques européennes de jeunes chrétiens comme les jeunes chrétiens démocrates fédéraux belges, les jeunes du Parti évangélique suisse et les jeunes de l'Union démocratique fédérale suisse. La fondation de l’ECPYN est un des résultats de la première université d'été (summerschool) du mouvement, à laquelle avaient participé des jeunes de toute l’Europe. Depuis, l'université d'été est devenu un événement annuel où s'enchaînent formations et débats politiques.
L’ECPYN a des liens avec l’association European Christian Political Movement (ECPM).

## Bureau
| Nom               | Pays     | Poste                     |
| ----------------- | -------- | ------------------------- |
| Denys Dhiver      | France   | Président                 |
| Iina Mattila      | Finlande | Secrétaire                |
| Auke Minnema      | Pays-Bas | Vice-Président, Trésorier |
| Eunice Dugulescu  | Roumanie | Communication             |
| Daniel Wisniewski | Pologne  | Secrétaire Politique      |
| Inna Panchuk      | Ukraine  | Organisation              |

| Name            | Country  | Position                              |
| --------------- | -------- | ------------------------------------- |
| Denys Dhiver    | France   | Président                             |
| Nutsa Shavladze | Géorgie  | Secrétaire Politique                  |
| Auke Minnema    | Pays-Bas | Vice-Président, Trésorier, Secrétaire |
| Maja Pazin      | Croatie  | Ressources Humaines                   |
| Peter Danku     | Hongrie  | Communication                         |
| Elina Foinska   | Ukraine  | Organisation                          |